# Deutsche Kurzbahnmeisterschaften 2008
Die Deutschen Kurzbahnmeisterschaften 2008 im Schwimmen fanden vom 27. bis 30. November 2008 im Essener Hauptbad statt und wurden von der SG Essen organisiert. Der Veranstalter war der Deutsche Schwimm-Verband. Der Wettkampf diente gleichzeitig als Qualifikationswettkampf für die Kurzbahneuropameisterschaften 2008 in Rijeka. Es wurden bei Männern und Frauen Wettkämpfe in je 20 Disziplinen ausgetragen, darunter zwei Staffelwettkämpfe.
Während der Meisterschaften wurden vier neue Europarekorde sowie fünfzehn neue deutsche Rekorde aufgestellt.
| Disziplin           | Männer            | Männer                | Männer   | Frauen              | Frauen                | Frauen   |
| Disziplin           | Name              | Verein                | Zeit     | Name                | Verein                | Zeit     |
| 050 m Freistil      | Steffen Deibler   | Hamburger SC          | 00:21,30 | Dorothea Brandt     | SG Neukölln Berlin    | 00:24,61 |
| 100 m Freistil      | Steffen Deibler   | Hamburger SC          | 00:46,67 | Lisa Vitting        | SG Mülheim            | 00:53,84 |
| 200 m Freistil      | Paul Biedermann   | SV Halle/Saale        | 01:41,42 | Lisa Vitting        | SG Mülheim            | 01:56,87 |
| 400 m Freistil      | Paul Biedermann   | SV Halle/Saale        | 03:34,98 | Franziska Jansen    | SV Hellas Brühl       | 04:11,44 |
| 800 m Freistil      | Paul Biedermann   | SV Halle/Saale        | 07:35,23 | Isabelle Härle      | SV Nikar Heidelberg   | 08:39,34 |
| 1500 m Freistil0    | Jan Wolfgarten    | SV Würzburg 05        | 14:34,24 | Nadine Pastor       | EWR Rheinhessen-Mainz | 16:30,16 |
| 050 m Brust         | Marco Koch        | DSW 1912 Darmstadt    | 00:26,90 | Janne Schäfer       | SV Nikar Heidelberg   | 00:30,62 |
| 100 m Brust         | Marco Koch        | DSW 1912 Darmstadt    | 00:58,57 | Caroline Ruhnau     | SG Essen              | 01:07,34 |
| 200 m Brust         | Marco Koch        | DSW 1912 Darmstadt    | 02:06,57 | Karoline Degenhardt | SV Würzburg 05        | 02:24,94 |
| 050 m Schmetterling | Johannes Dietrich | SC Wiesbaden 1911     | 00:22,62 | Daniela Samulski    | SG Essen              | 00:26,50 |
| 100 m Schmetterling | Thomas Rupprath   | SC Empor Rostock 2000 | 00:50,34 | Annika Mehlhorn     | SG ACT/Baunatal       | 00:58,97 |
| 200 m Schmetterling | Toni Embacher     | SV Halle/Saale        | 01:56,32 | Franziska Hentke    | SV Halle/Saale        | 02:06,03 |
| 050 m Rücken        | Thomas Rupprath   | SC Empor Rostock 2000 | 00:23,54 | Daniela Samulski    | SG Essen              | 00:26,89 |
| 100 m Rücken        | Helge Meeuw       | SG Frankfurt          | 00:51,62 | Daniela Samulski    | SG Essen              | 00:58,22 |
| 200 m Rücken        | Felix Wolf        | Potsdamer SV          | 01:54,17 | Alexandra Wenk      | SG Stadtwerke München | 02:09,61 |
| 100 m Lagen         | Thomas Rupprath   | SC Empor Rostock 2000 | 00:52,94 | Theresa Michalak    | SV Halle/Saale        | 01:00,91 |
| 200 m Lagen         | Markus Deibler    | TG Biberach           | 01:55,69 | Theresa Michalak    | SV Halle/Saale        | 02:11,40 |
| 400 m Lagen         | Łukasz Wójt       | SG Frankfurt          | 04:06,56 | Theresa Michalak    | SV Halle/Saale        | 04:36,83 |
| 4 × 50 m Freistil   | SG Essen          | SG Essen              | 01:28,81 | SV Halle/Saale      | SV Halle/Saale        | 01:41,68 |
| 4 × 50 m Lagen      | SG Essen          | SG Essen              | 01:36,95 | SG Essen            | SG Essen              | 01:52,82 |

1. 1 2 3 4 5 6 7 8  neuer DSV-Rekord
2. 1 2 3  neuer Europarekord (400 Meter Freistil, 800 Meter Freistil und 50 Meter Schmetterling)

## Randnotizen
Yannick Lebherz (DSW 1912 Darmstadt) schwamm im 400-m-Lagenfinale in 4:09,05 Minuten einen neuen deutschen Rekord. Lebherz wurde in dem Rennen dennoch nicht Erster, da Łukasz Wójt (SG Frankfurt) für die 400 m Lagen nur 4:06,56 Minuten benötigte. Der Pole besitzt aber keinen deutschen Pass.
Marco Koch (DSW 1912 Darmstadt) schwamm bereits in den Vorläufen über 100 m Brust und 200 m Brust in 0:58,50 Minuten bzw. 2:08,13 Minuten jeweils neue deutsche Rekorde. Den deutschen Rekord über 200 m Brust konnte er im Finale sogar auf 2:06,57 Minuten verbessern.
Johannes Dietrich (SC Wiesbaden 1911) schwamm schon im Vorlauf über 50 m Schmetterling in 0:22,64 Minuten einen neuen Europarekord, den er im Finale dann sogar nochmals um 2 Hundertstelsekunden unterboten konnte.